# Lucy Thoumaian

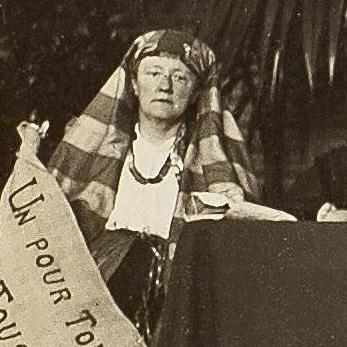
Lucy Thoumaian

Lucy Thoumaian, auch Lucie Thoumaian-Rossier (geboren am 28. Oktober 1890 in der Schweiz; gestorben 1940), war eine in London lebende Exil-Armenierin, Friedens- und Frauenrechtsaktivistin. Thoumaian nahm 1915 am Internationalen Frauenfriedenskongress in Den Haag teil.

## Leben und Wirken
Lucy Thoumaian wurde als Rossier de Visme in der Schweiz geboren. Ihr Mann Garabed Thoumaian, ein christlicher Missionar und Professor, wurde in seiner Heimatstadt Merzifon (Marsovan) inhaftiert und gefoltert, sodass sie gemeinsam nach England ins Exil gingen. Dort gründeten sie 1906 ein Heim für armenische Waisenkinder, bekannt als Das armenische Haus in Chigwell.
Im Jahr 1911 nahm sie am First Universal Races Congress in London teil, der zum Ziel hatte, Frieden zwischen verschiedenen Nationen zu schaffen. Sie reichte dem türkischen Politiker Rıza Tevfik als Zeichen der Solidarität die Hand. Zusammen mit ihrem Mann aus dem Osmanischen Reich ins Exil geflüchtet, forderte sie türkische Politiker auf, alle Nationalitäten unter ihrer Herrschaft friedlich zu vereinen.
1912 gründet Lucy Thoumaian die Gruppe: Internationale Bewegung aller Frauen für den Frieden (Heute: Internationale Frauenliga für Frieden und Freiheit). Ihr Vorschlag war, dass sich Frauen wöchentlich treffen sollten und bei ihren jeweiligen Regierungen eine Petition einzureichen, um durch ein Schiedsverfahren ein schnelles Ende des Krieges zu erreichen.
Sie erklärte in einem Friedensmanifest, das im September 1914 verteilt wurde: Der Krieg ist von Männern gemacht – er muss von Frauen beendet werden!

### Internationaler Frauenfriedenskongress Den Haag

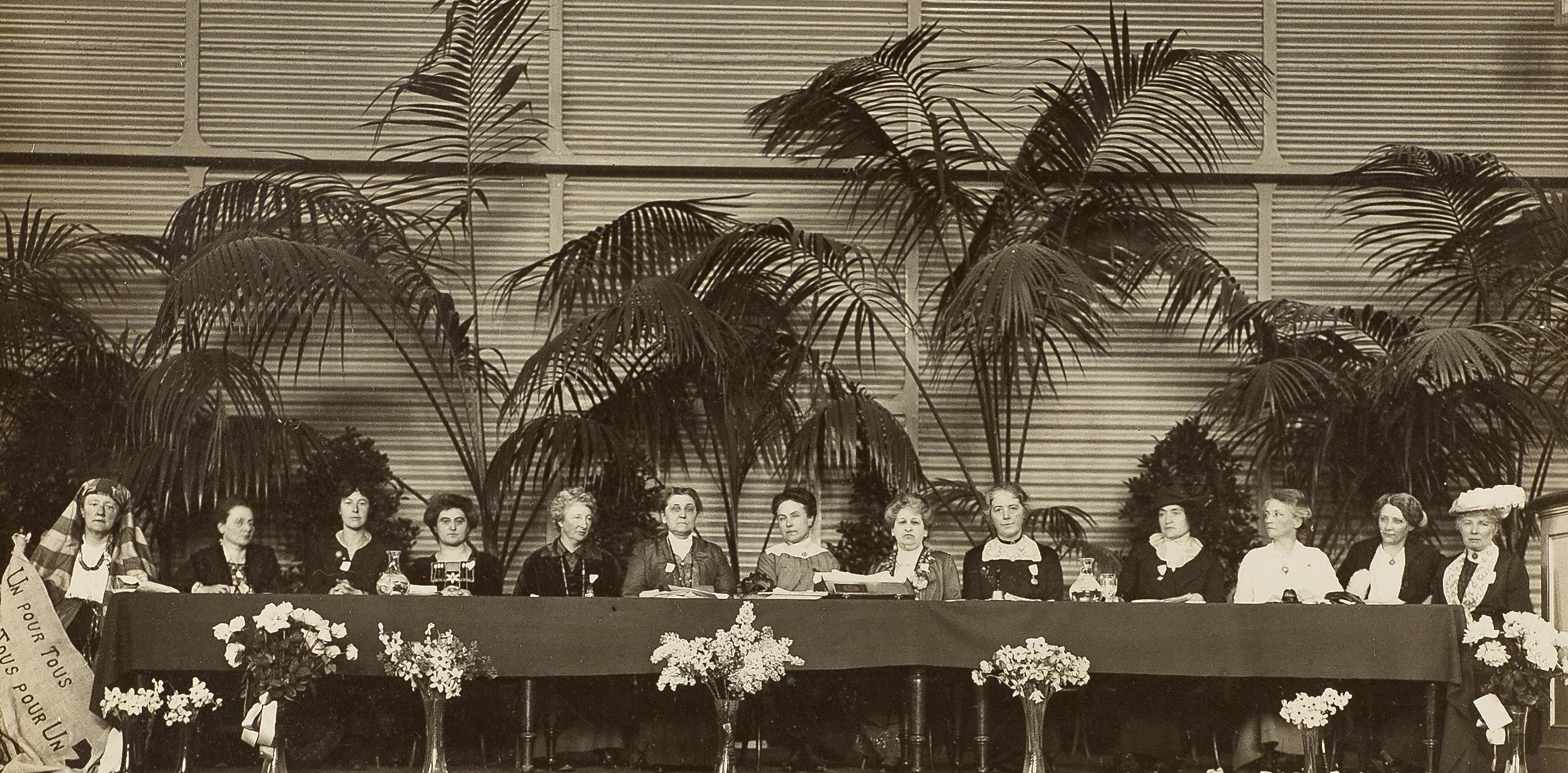
Internationaler Frauenfriedenskongress von 1915. Von links nach rechts: 1. Lucy Thoumaian – Armenien, 2. Leopoldine Kulka – Österreich 3. Laura Hughes – Kanada, 4. Rosika Schwimmer – Ungarn, 5. Anita Augspurg – Deutschland, 6. Jane Addams – USA, 7. Eugenie Hamer – USA, 8. Aletta Jacobs – Niederlande, 9. Chrystal Macmillan – UK, 10. Rosa Genoni – Italien, 11. Anna Kleman – Schweden, 12. Thora Daugaard – Dänemark, 13. Louise Keilhau – Norwegen

Am 25. April 1915 reiste Lucy Thoumaian nach Den Haag, wo sie Armenien auf dem Frauenkongress in Den Haag vertrat. Sie trug traditionelle armenische Kleidung, um an die Massaker an den Armeniern im türkisch-osmanischen Reich zu erinnern. An diesem Tag begann einst der Völkermord von den osmanischen Türken gegen die ethnische Minderheit der Armenier. Sie nahm an der Hauptkonferenz teil, wo sie Armenien vertrat.
Die meisten der Frauen, die sich auf den Weg nach Den Haag machten, waren Suffragetten. Frauen wie die Amerikanerin Jane Addams und die Niederländerin Aletta Jacobs, die aus ihren jahrelangen Aktivitäten und Analysen den Schluss gezogen hatten, dass der Militarismus ein Haupthindernis für die politische Gleichberechtigung der Frauen darstellte und dass umgekehrt die Vermännlichung des politischen Lebens eine Hauptursache für den Militarismus war.
Nach dem Frauenkongress blieb Thoumaian bis November 1915 in den Niederlanden. Sie entwarf den Friedensplan Jede Frau, in dem sie ein Tribunal an die Parlamente für die neutralen Staaten und internationale Schiedsgerichtsbarkeit sowie gemeinsame Friedenstruppen forderte. Über diplomatische Kanäle rief sie außerdem dringend dazu auf, deportierte Armenier ausfindig zu machen. Sie suchte selbst nach 30 vermissten Verwandten aus Marsovan.
Nach dem Krieg wurde Thoumaian Mitglied des Völkerbundes, dazu wurde sie auf Druck der Women’s International League for Peace and Freedom ernannt. Bis zu ihrem Tod in den USA im Jahr 1940 setzte sie ihre Kampagne für den internationalen Schutz der armenischen Opfer des Völkermordes auf der Grundlage von Gerechtigkeit und Vergebung fort.

## Publikationen
- A Manifesto to Women of Every Land (1914). In: Maureen Moynagh, Nancy Forestell: Documenting First Wave Feminisms. Transnational Collaborations and Crosscurrents, University of Toronto Press, 2017, ISBN 978-1-4426-6409-8, S. 367–368.
- Peace Manifesto. 1914.
- Your Sister in Every Land. 1914 In: Jus Suffragii: International Women Suffrage News. Band 8, Nr. 13.